# 斯托特維爾 (紐約州)
斯托特維爾（英語：Stottville）是位於美國紐約州哥倫比亞縣的普查規定居民點。

## 人口
根據2020年美國人口普查的數據，斯托特維爾的面積為12.71平方千米，當中陸地面積為12.63平方千米，而水域面積為0.08平方千米。當地共有人口1665人，而人口密度為每平方千米131人。